# Нижні країни

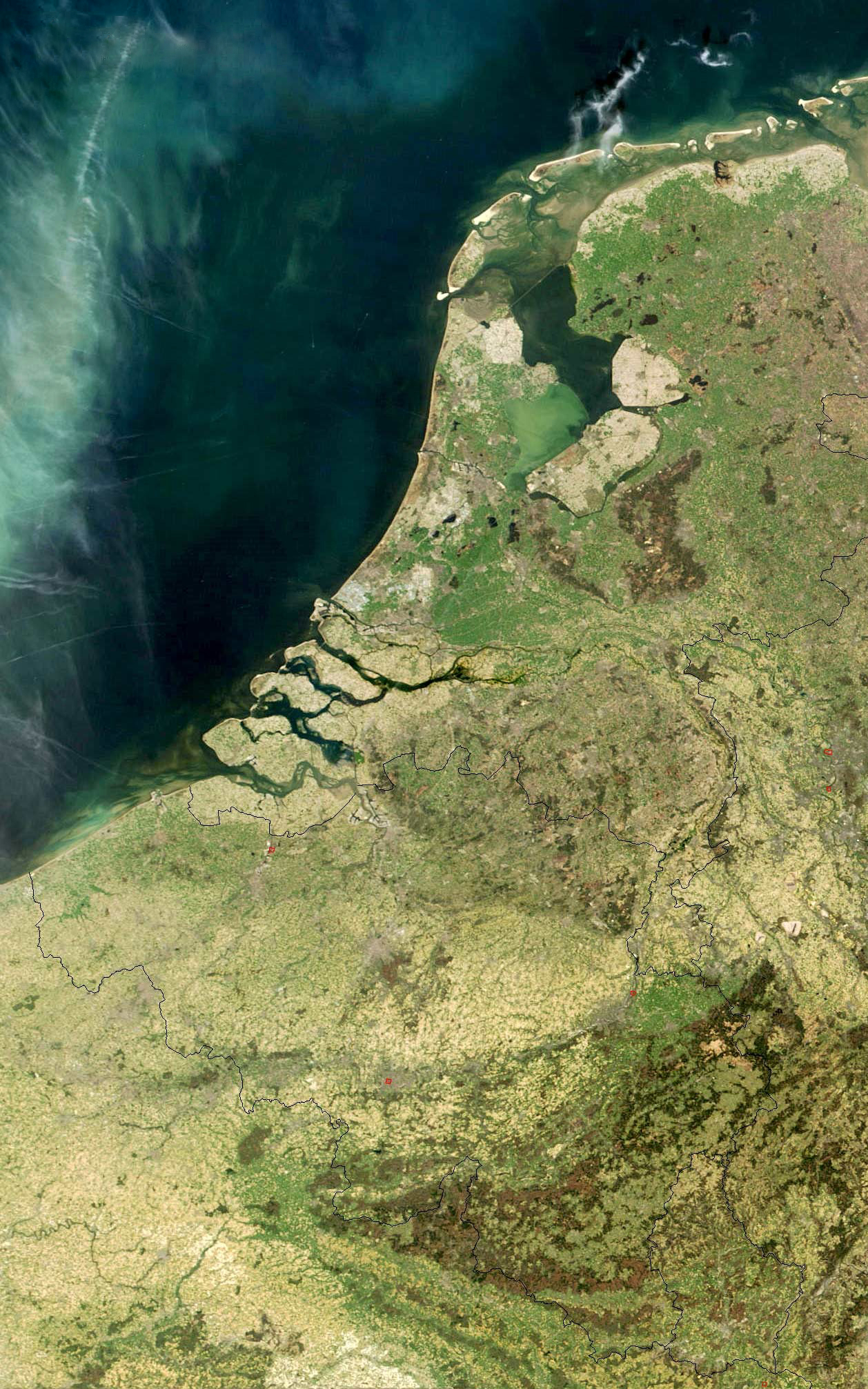
Нижні країни.

52° пн. ш. 5° сх. д. / 52° пн. ш. 5° сх. д.
Нижні Землі (нід. de Lage Landen), Нижні Країни (англ. Low Countries, фр. les Pays-Bas) або Нідерланди (нід. de Nederlanden) — історичні землі в дельтах Рейну, Шельди та Маасу, які охоплювали територію сучасних Нідерландів, Бельгії, Люксембургу і, частково, Франції та Німеччини. Термін здебільшого застосовується щодо історії пізнього Середньовіччя і початкового періоду нової історії, коли формувалися централізовані держави, а влада належала спадковій знаті. Українською — Низ, Пониззя, Низоземщина[джерело?].

## Історія
Після розпаду Серединного королівства у його північній частині утворилася Нижня Лотарингія. Коли ця держава припинила існування, регіон потрапив пів владу могутніх сусідів, спочатку в Бургундські Нідерланди, а відтак у Габсбурзькі Нідерланди. Область називали також до 1581 Сімнадцятьма провінціями. Пізніше її південна частина отримала назви Іспанських Нідерландів та Австрійських Нідерландів. У північній частині регіону утворилася Нідерландська республіка. Двічі землі регіону об'єднувалися в єдину державу: Сімнадцять провінцій у XVI ст. та Об'єднане королівство Нідерландів у XIX ст.
Щодо сучасних держав Бенілюксу термін Нижні країни не вживається, оскільки історичний регіон дещо ширший.
У XI ст. на території регіону почали швидко зростати міста, й він став нарівні з північною Італією областю з найвищою густотою населення в Європі.
Попри різноманітність регіону, йому були притаманні спільні риси. Держави регіону мали вихід до моря, і таким чином до торгівлі та риболовства. Більшість населення розмовляло середньовіковими діалектами нідерландської мови, хоча в деяких його частинах переважала французька або валлонська мова.
Характерною особливістю була слабка, ледь не номінальна залежність від феодалів. Містами управляли цехи та міські ради, а їхні відносини з королями і герцогами регулювалися строгими кодексами прав, які детально описували, що може й чого не може вимагати правитель.
Весь регіон був одним із найрозвинутіших в економічному сенсі в Європі поряд із італійськими містами державами Венецією та Генуєю. Його сила опиралася на торгівлю й виробництво, а тому в регіоні створювалися найсприятливіші умови для вільного потоку товарів.

## Країни
- Брабантське герцогство
- Гелдернське герцогство
- Лімбурзьке герцогство
- Люксембурзьке герцогство